# 第二次冷战

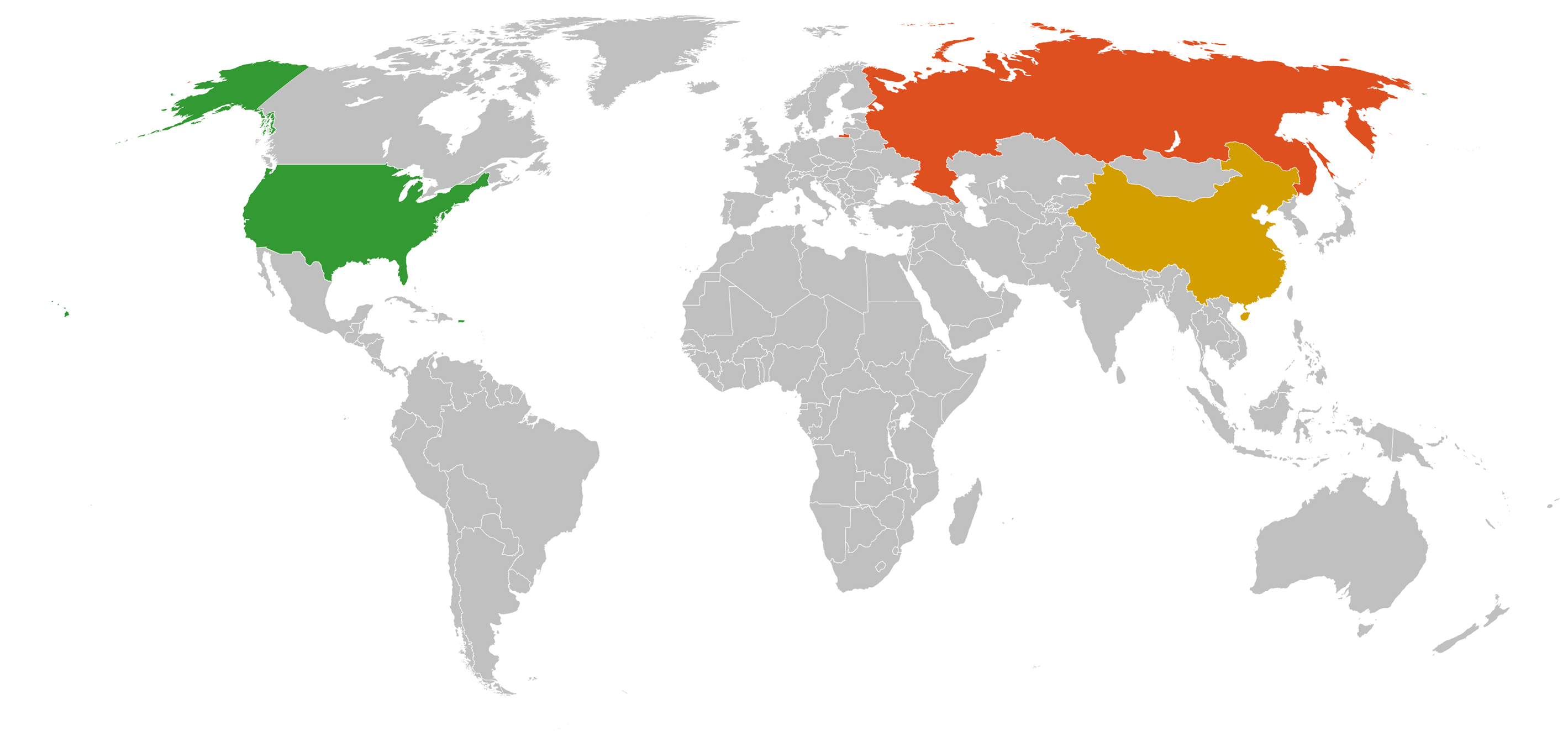
假设的第二次冷战中三个主要大国的定位图：美国、俄罗斯和中华人民共和国。

第二次冷战，亦称冷战2.0或新冷战，是用来描述冷战后地缘政治集团之间再度发生的经济、政治与军事紧张局势的术语。21世纪初期经济大衰退的发生对全球化发展与世界各国之间的经济合作等方面产生重大影响，并使之重新开始陷入有克制的对抗，局部地区发生热战，如同1947年至1991年美国与苏联两个超级大国之间的第一次冷战时期一样，故而得名。
第二次冷战，在不同語境下有中美冷战与俄美冷戰等稱呼。有觀點认为，第二次冷战的一方是美国及其盟友，另一方是中华人民共和国、俄羅斯及其盟友，中国客观上与俄罗斯实施协作，雙方已经发展成为并维持着事实上的“準盟友”关系

## 背景

### 冷战后国际秩序的重塑（1991年－1999年）
1980年代后期，随着西方资本主义阵营在冷战中取得优势，世界出现了一波民主化趋势。当时全世界大量的原共产主义阵营国家都在东欧剧变的浪潮中倒台；中华人民共和国则发生六四事件；大韩民国、中華民國（臺灣）等一批在冷战时期实行威權主义的美国盟友也逐渐向自由民主制转型，发展出较为成熟的民主代议制政体；全世界第一个社会主义国家，也是冷战时期共产主义阵营的核心——苏联，不仅共产党失去了权力，而且国家在1991年解体；美国成为仅剩的一个超级大国，开始长期的一强独大，冷战以美国的彻底胜利告终。
冷战结束之后，原先的社会主义国家逐渐西方化，主要特征体现在经济私有化和政治民主化，然而许多后苏联国家的转型并不顺利：在部分国家，投机的高官和政商新贵互相勾结，成为寡头，侵吞大量原国有资产。生产力的倒退使民众的生活水平出现下滑，原先在计划经济体制下的社会福利一去不返，强力政府的消亡恶化了治安状况，引起严重的社会动荡。而经济转型比较成功的国家，如波兰和罗马尼亚，利用休克疗法短期之内就完成了向市场经济的过渡，承接大量西欧的产业投资的同时新政府采取手段快速消除政体更迭对社会带来的不利影响，成功使国家从阵痛中复苏。另一个成功的例子是中华人民共和国，后者通过铁腕暴力镇压国内的资产阶级自由化风潮，一度使改革开放的脚步出现停滞，但邓小平南巡后私有化进程进一步加快，继任的江泽民与朱镕基政府基本上延续了这一政策。大量来自欧美国家的订单和投资涌入中国大陆沿海地区，推动中国经济在接下来的近三十年间以10％的年均增长率高速发展，名义生产总值接连超过英国、法国、德国和亚洲传统工业强国日本，仅次于美国，成为世界第二大经济体和第一大工业国。
在捷克斯洛伐克，差异巨大的捷克族与斯洛伐克族最终进行了和平分离，双方各自建立单一民族国家；在外高加索，亚美尼亚、阿塞拜疆和格鲁吉亚先后复国，前两者因为地缘矛盾引发的冲突持续至今；在南斯拉夫，塞尔维亚人、克罗地亚人、阿尔巴尼亚人、波斯尼亚穆斯林在塞尔维亚、克罗地亚、波士尼亞與赫塞哥維納、科索沃大打出手。在部分骚乱严重的国家，原共产党出身者重新领导国家，实行威权统治，如白俄罗斯。

### 1999年－2014年
1999年3月12日，原属共产集团与华约组织成员国的波兰、匈牙利及捷克三国正式加入北约，北约自1991年冷战结束以来首次接纳新成员国并向东扩张。1999年末，亲西方的叶利钦突然辞任俄罗斯总统，克格勃出身的总理普京接任总统一职，并且开始使俄罗斯逐渐疏离西方。2001年初，中国海南岛发生撞機事件；同年9月11日，美国本土遭遇了恐怖袭击。部分学者，如英国作家爱德华·卢卡斯、复旦大学教授王义桅等认为这一系列事件之后，人类实际上已经进入新冷战状态。
弗拉基米尔·普京的内政外交政策被认为是与前任迥异：普京更倾向于使俄罗斯变得强大，以至再次成为超级大国，全然不似叶利钦般亲西方的态度。英國歷史學家馬克斯·黑斯廷斯曾在他的文章《我們是否要在本世紀和俄羅斯戰鬥？》中描述普京是“斯大林的精神繼承者”；《时代》杂志对普京的评价则是“沙皇再世”。
随着中国积极入世，承接中低端产业，中国的经济在2001年之后，呈腾飞态势；甚至A股崩盘和国际金融危机都没能阻挡中国经济的发展趋势。中国虽然部分开放但仍相对集中的经济体系，又使得中国经济的飞跃能够迅速的在财政收入上体现出来，进而反哺科技，尤其是航天、信息产业、高端制造业和武器产业。中国崛起成为21世纪第一个有能力改变国际局势的地缘政治事件。
九一一袭击事件后，美国政府利用民意并联合盟友和全世界其他有相似目标的政治势力，发动反恐战争。2003年，美国发动伊拉克战争。2010年初，阿拉伯世界大部分地区爆发阿拉伯之春，如2011年利比亚内战后，卡扎菲政权倒台。權力真空致伊拉克和沙姆伊斯蘭國崛起。而中東長期動亂也引發歐洲難民危機。
在朝鲜半岛，朝鲜第二代领导人金正日虽然表面上接受国际社会的调解，但暗地里仍然继续其核武器和导弹的开发计划，导致朝鲜半岛南北关系几近破裂；而且由于朝鲜开发核武器的试验基地位于朝鲜最东北，亦最靠近中国和俄罗斯的咸镜北道，使得中俄都因为自己的安全受到了切实的威胁而不再支持朝鲜，朝鲜因而陷入彻底的孤立。金正日最后在全球制裁导致的内外交困中因心脏病突发而猝死。2013年，由於美韩进行了针对朝鲜的名为“关键决断”联合军演，朝鲜人民军最高司令部宣布从韩美联合军演的3月11日起，《朝鲜停战协定》全面作废。
原苏联地区的危机则更加激烈。苏联为了保证中央权威，在各个加盟共和国都设置了与主体不连接的飞地，或者主体民族是其他民族的民族聚居区：俄罗斯的车臣、鞑靼斯坦、阿塞拜疆的阿尔察赫、乌克兰的东部俄罗斯族人聚居区、克里米亚半岛、摩尔多瓦的德涅斯特河地区，格鲁吉亚的南奥塞梯和阿布哈兹，长久来看，前苏联共和国之间的领土纠纷和内部民族矛盾将成为更大规模战争的导火索。2008年8月1日格鲁吉亚和南奥塞梯发生数次交火，8月8日凌晨格鲁吉亚展开全面军事行动并很快控制了2/3以上的南奥塞梯地区，包围了其首府茨欣瓦利。俄罗斯军队于8日进入南奥塞梯地区，9日展开军事行动很快控制了茨欣瓦利，并在随后几日占领了南奥塞梯以外的格鲁吉亚领土和军事基地。在国际各方的调停下，格鲁吉亚和俄罗斯分别于15日和16日在停火协议上签字，俄军于18日开始撤离格鲁吉亚，战争结束。南奥塞梯战争爆发後，欧美等国纷纷谴责俄罗斯入侵格鲁吉亚破坏其领土完整，俄罗斯则指责格鲁吉亚对南奥塞梯居民进行屠杀。战争结束后，俄罗斯于8月26日承认南奥塞梯以及另一个单方面宣布独立的格鲁吉亚地区阿布哈兹独立，格鲁吉亚于9月2日与俄罗斯断交。
国际金融危机是促进第二次冷战降临进程的另一重要因素。面对金融危机，美国和中国分别抛出上万亿美元的救急方案，但经济救急方案后来被证明只是兴奋剂式的方案——很多结构性问题不仅没有解决，反而有激化的趋势。全球经济陷入衰退，而后各国普遍出现了经济疲软、通货膨脹、贫富差距加大、失业率增长、债务增加、房价上涨、购买力下降。各国国内不同阶层之间、不同分工的国家之间，愈发割裂开来，孤立主义、民族保守主义、民粹主义开始盛行，甚至法西斯主义也开始重新抬头，经济全球化進展受阻。2017年-2021年唐纳德·特朗普执政期间，“特朗普主义”在美国大行其道。

### 2014年克里米亞危機前後
2010年2月7日，俄罗斯的邻国乌克兰选举亚努科维奇为总统。该总统在2013年，转而采取亲俄的外交政策，停止加入欧盟的努力，转而寻求加入欧亚联盟，导致乌克兰爆發示威运动，致使亚努科维奇于2014年2月下野，流亡俄罗斯；隨後俄羅斯於2月底派兵進入克里米亞並於3月18日併吞克里米亞。東烏克蘭各地亦爆發親俄示威，并在在俄罗斯的支持下与乌克兰政府军交战，交战中有民航飞机被俄軍击落。这促使乌克兰更加靠近西方，而美俄、欧俄关系彻底恶化。《外交政策》杂志认为克里米亚危机是第二次冷战的重要开始标志。
習近平在2012年出任中共中央總書記和中央軍委主席，成為中華人民共和國最高領導人。習近平在處理國際關係上採取更加進取的手段，甚至發起「戰狼外交」，有传言称習近平将美國視為中國的頭號敵人。美國印太司令部司令戴維森出席美國參議院軍事委員會聽證會時說，習近平將統一台灣作為其中一個優先考慮策略。習近平在2019年向台灣提出「一國兩制臺灣方案」遭抵制和反對，在民主進步黨籍的蔡英文連任中華民國總統後，習近平又積極部署「武統台灣」，海峽兩岸關係空前緊張。中國大陆很可能會在2027年前攻打台灣，並试图在亞洲地區取代美國影響力。吉迪恩‧拉赫曼认为，年輕世代在「中華民族偉大復興」的背景下成长，趨於愛國主義或民族主義。而在2016年，随着特朗普担任美国总统之后，美国亦对中国采取强硬政策。特别是在2018年美国对中国发动的中美贸易战则是加速了新冷战的步伐。
朝鮮半島方面，在2018年朝韓3次首腦會晤、朝美首腦會晤之後，雙方關係開始破冰，一度意圖推進和平條約甚至統一。而在2020年6月，朝鮮全面關閉了朝韓之間所有通信聯絡渠道，並于16日將朝韓聯絡大樓炸毀，次日又宣布將军队重新部署至两国之间的非军事地区、增援炮兵部队、恢复边界各种军事演习。朝韓關係再次跌入冰點。

### 2019年香港反對逃犯條例修訂活動及2020年港區國安法
在2018年2月，香港青年陳同佳在臺灣殺害女友潘曉穎，並以行李箱棄屍新北市。由於男方已回到香港，香港警方不能以謀殺罪行起訴。該命案引出香港雖與20個國家簽署長期的逃犯引渡協議，卻與台湾存在著司法互助的漏洞。但是香港特別行政區政府基於一個中國原則，将中国大陆也纳入修例范围，意味着港人在修例通过后，有可能被移交到中国大陆。香港特別行政區政府指修例是針對這次命案，推動《逃犯條例》修訂草案，表示修訂條例旨在填補司法漏洞，避免香港成為「逃犯天堂」。由于香港民主派人士普遍不信任中國大陸的司法制度，因此引發一系列政治僵局與大規模抗議活動。而中國政府則以推出港區國安法、改變香港選舉制度、及加入候選人資格審查委員會來平息事件，香港政府也要求區議員及公務員進行宣誓，以此防範香港會再爆發類似的激進示威活動。中國政府對香港作出的決定，以及香港政府對示威的處理手法及回應，引起外國強烈不滿，包括美國因此推出香港人權與民主法及香港自治法，並發出第13936號行政命令制裁香港及中國相關官員。中國因此也推出反制措施，制裁美國官員。

### 2019冠狀病毒病疫情
2019冠狀病毒病疫情爆發並蔓延至全球200多個國家與地區，各地採取封城方式，使經濟活動幾乎停擺。而中美雙方交相指責彼此為疫情源頭，美国認為中國應為一開始的隱瞞疫情負責，甚至提出向中國索賠，中國外交官則否認中國是疫情源頭，與中美關係更加惡化。5月20日，白宮發布《美國對中國之戰略報告》，全面抨擊中國的掠奪性經濟政策、軍事擴張、虛假宣傳和侵犯人權等。有評論將其比擬為乔治·凯南在1946年發布的8000字電報。
2020年7月21日，美国要求中国在7月24日16时前关闭中国驻休斯敦总领事馆。中国外交部发言人汪文斌表示强烈谴责，并表示将做出反应。7月23日，美國國務卿蓬佩奧在尼克森圖書館發表演說《共产中国与自由世界的未来》，指責中國造成2019冠状病毒病疫情擴散並實施暴政威脅美國和世界各國的經濟、自由、國家安全和民主，呼吁改变中共威胁自由世界的行为。蓬佩奥亦批评“习近平总书记是一个破产的极权主义意识形态的真正信仰者”（英語：General Secretary Xi Jinping is a true believer in a bankrupt totalitarian ideology），并呼吁中国人民改变中共。此次蓬佩奧的演講被BBC視為開啟第二次冷戰的新铁幕演講。7月24日，中国宣布撤销美国驻成都总领事馆的设立和运行许可。
2021年5月4日，美國國務卿安東尼·布林肯在接受《金融時報》專訪時說，美國不是要遏制中國，但是中國政府正變得對內越來越壓制、對外越來越咄咄逼人，美國與盟友要捍衛基於規則的國際秩序。布林肯又否認中美正進行「新冷戰」的説法。 6月，拜登签署行政令，将包括华为、中芯国际、中国航天科技集团等59家中国企业列入投资“黑名单”，禁止美国人与这些中国公司进行投资交易。2021年6月23日，美国限制对五家中国实体實施出口。

### 2022年俄罗斯入侵乌克兰
2021年3月，俄烏局勢因俄軍演習而升温。後兩方有多項軍事部署。
2022年2月21日，俄羅斯聯邦總統普京簽署總統令，正式承認卢甘斯克人民共和國和顿涅茨克人民共和國為獨立國家。隨後白宮就表示俄羅斯已經開始了入侵烏克蘭的行動，將展開制裁行動。北約（NATO）及歐盟多個成員國亦宣布制裁俄羅斯。德國總理朔爾茨宣布，暫停審批俄羅斯接駁至德國的北溪二號天然氣管道項目。俄羅斯外長拉夫羅夫則表示，西方一早已經無理實施多項制裁，俄羅斯對制裁已經習以為常。
2022年2月24日，俄羅斯聯邦總統普京向烏克蘭發起全面進攻。而美國總統喬·拜登及五角大廈高層隨即表示已有計劃在當地時間24日對俄羅斯實施「全面制裁」，並表示歐洲70年以來的和平遭到了終結，美國不得不介入，但不會派兵協助烏克蘭。普京則表示，如果西方介入戰爭，俄羅斯將會立即發動一個歷史上從未見過的報復行動。美俄關係從此落入冷戰以來最低谷。
2022年2月25日，俄羅斯總統普京對北約作出警告，並表示俄羅斯擁有核武器。隨後幾天，俄羅斯總統普京下令核子力量高度戒備，引來北約不滿。
2022年4月26日，俄羅斯外交部長拉夫羅夫表示有爆發第三次世界大戰的風險，呼籲全球切勿低估爆發核戰爭的風險，又警告北大西洋公約組織提供武器給烏克蘭，等於是與俄羅斯打代理人戰爭。
2024年7月10日，北大西洋公約組織聯合日本、韓國、澳洲、紐西蘭等32國發佈《華盛頓宣言》，宣稱中國是俄羅斯侵略烏克蘭的「決定性推動者」（decisive enabler），呼籲北京立即停止對莫斯科的軍事與政治支持。 中國外交部发言人林剑11日隨即表示，北约《华盛顿峰会宣言》充斥冷战思维和好战言论，中方对此强烈不满、坚决反对。 中國大陸駐美大使館亦表示，強烈反對北約國家利用地區熱點問題詆毀中國大陸，並引發「新冷戰」。 有評論員認爲，北約《華盛頓宣言》首次納入亞洲盟國對抗俄羅斯和中國，不但確認了“新冷戰”已經開始，而且進入“新冷戰”的第一個小高峰。

## 主要国际关系

### 跨大西洋关系
歐盟是目前世界上最大的經濟体，而美國是目前世界上军事实力最强的政治体，並且在國際政治關係中發揮主導作用。欧美的盟友关系在世界許多其他地方都發揮了影響力。但由於歐盟并非单一制的政治实体，沒有一個完全統一的外交政策，使得美國和歐盟之間的關係较为复杂。
美國和歐盟也在一些問題上也有分歧，例如美国小布什总统发动的伊拉克戰爭；美国总统特朗普执政期间，欧洲三大国一致反对美国退出《伊核协议》，甚至法国，德国，英国开辟与伊朗进行非美元贸易的新渠道来避免伊朗面临的美国制裁；特朗普的单边主义还不断要求北约的欧盟成员国提高北约开支中的出资份额，法国总统马克龙和德国总理默克尔则力挺建立欧洲独立军队来防范美俄。

### 美俄关系

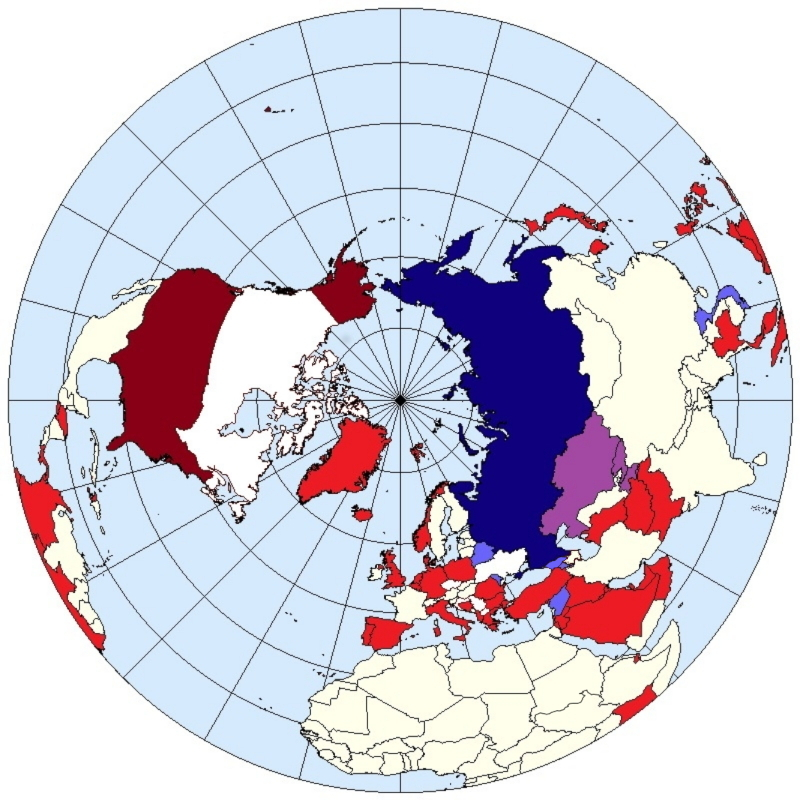
2,000 × 880

在俄羅斯總統鮑里斯·葉利欽的領導下，兩國關係在1999年春天北約轟炸南斯拉夫之前總體上是溫暖的，此後關係顯著惡化。2014年，由於烏克蘭危機、俄羅斯2014年吞併克里米亞、俄羅斯軍事干預敘利亞內戰的分歧，以及2016年底俄羅斯被指干預2016及2020年美國大选和涉嫌干涉敘利亞內戰，兩國關係進一步惡化。2014年實施的相互制裁仍然有效。而2019年8月2日，随着两国正式退出《中程导弹条约》，美俄关系陷入“冰点”。2022年俄罗斯入侵乌克兰后，美俄關係落入冷戰以來最低谷。

### 英俄关系
在21世紀初期，特別是在2006年亞歷山大·利特維年科中毒之後，兩國關係變得緊張，自2014年以來，由於烏克蘭危機，被英國和西方世界的許多人視為充滿敵意。中毒事件發生後，28個國家驅逐了涉嫌充當外交官的俄羅斯間諜。2021年6月23日，在俄羅斯聲稱已向英國海軍驅逐艦HMS Defender鳴槍警告後，兩國捲入了海上衝突點，後者聲稱該驅逐艦已侵入黑海水域。然而，英國在回應中拒絕承認其船隻在俄羅斯水域，而是說它在烏克蘭海域範圍內，因此也否認受到任何警告性火力的影響，而是聲稱俄羅斯正在進行砲擊訓練。
在2022年俄烏戰爭開始後，英俄關係急劇惡化，英國反對俄羅斯出兵烏克蘭，同時沒收俄羅斯寡頭的各項海外資產，召回本國公民，中斷與俄方的所有商業合作，並向烏克蘭提供多種武器支持烏軍，而首相约翰逊也在戰爭後三次出訪烏克蘭，表達英國對烏克蘭的支持。

### 欧盟与俄罗斯双边关系
歐盟各成員國與俄羅斯的關係各有不同。最新的歐盟－俄羅斯戰略夥伴關係在2011年簽署，但是俄羅斯合併克里米亞和頓巴斯戰爭以後2015年遭到歐洲議會的挑戰。
2021年2月俄罗斯政府驱逐瑞典、波兰和德国驻俄外交机构相关人员。2021年4月30日，俄罗斯外交部禁止8名欧盟及其成员国官员入境俄罗斯，其中包括欧洲议会议长萨索利。
2022年俄烏戰爭爆發後，歐俄關係急劇惡化，多個歐盟國家（例如法國，德國，波蘭）都強烈反對俄國侵略烏克蘭，並制裁俄羅斯多個方面，例如向俄羅斯實施石油禁運，把俄羅斯踢出SWIFT國際結算系統，同時向烏軍提供武器及人道物資，可是制裁也令歐洲帶來通脹危機。

### 中美关系

上合组织与北约成员国对比图

在美國對華接觸政策中，中美两国关系十分复杂，既非完全的敌人又非正式的伙伴，敌对与合作并存。多数人认为中美两国在历史上没有领土争议的包袱，美国在科技上具有全球领先地位，但政治上等原因对彼此的不同看法，总体讲，是合作多于冲突，共同利益远大于彼此分歧。2011年的《中美联合声明》确认中美双方将共同努力，建设互相尊重、互利共赢的中美合作伙伴关系，是中美双方对中美关系的新定位和表述。2012年5月，在北京召开的中美战略与经济对话期间，双方将构建中美“新型大国关系”作为主题，这一概念被高调推出。當時中國將兩國關係稱為“建設性戰略伙伴關係”，而中美两国则被部分西方学者称為两国集团（G2）或中美國。
但自唐纳德·特朗普上台後，雙方的關係因為國家利益和國際政治之間的衝突加大並急速惡化，尤見持續至今的2018年中美貿易戰。到2021年5月，受COVID-19疫情影響，中美關係已降至近幾十年來最低點。期间曾出现双方长时间未驻节于对方，并且发生众议长裴洛西訪問台灣和高空气球事件，直到2023年旧金山APEC峰会双方元首会晤表现出暂时的缓和。

### 中俄关系

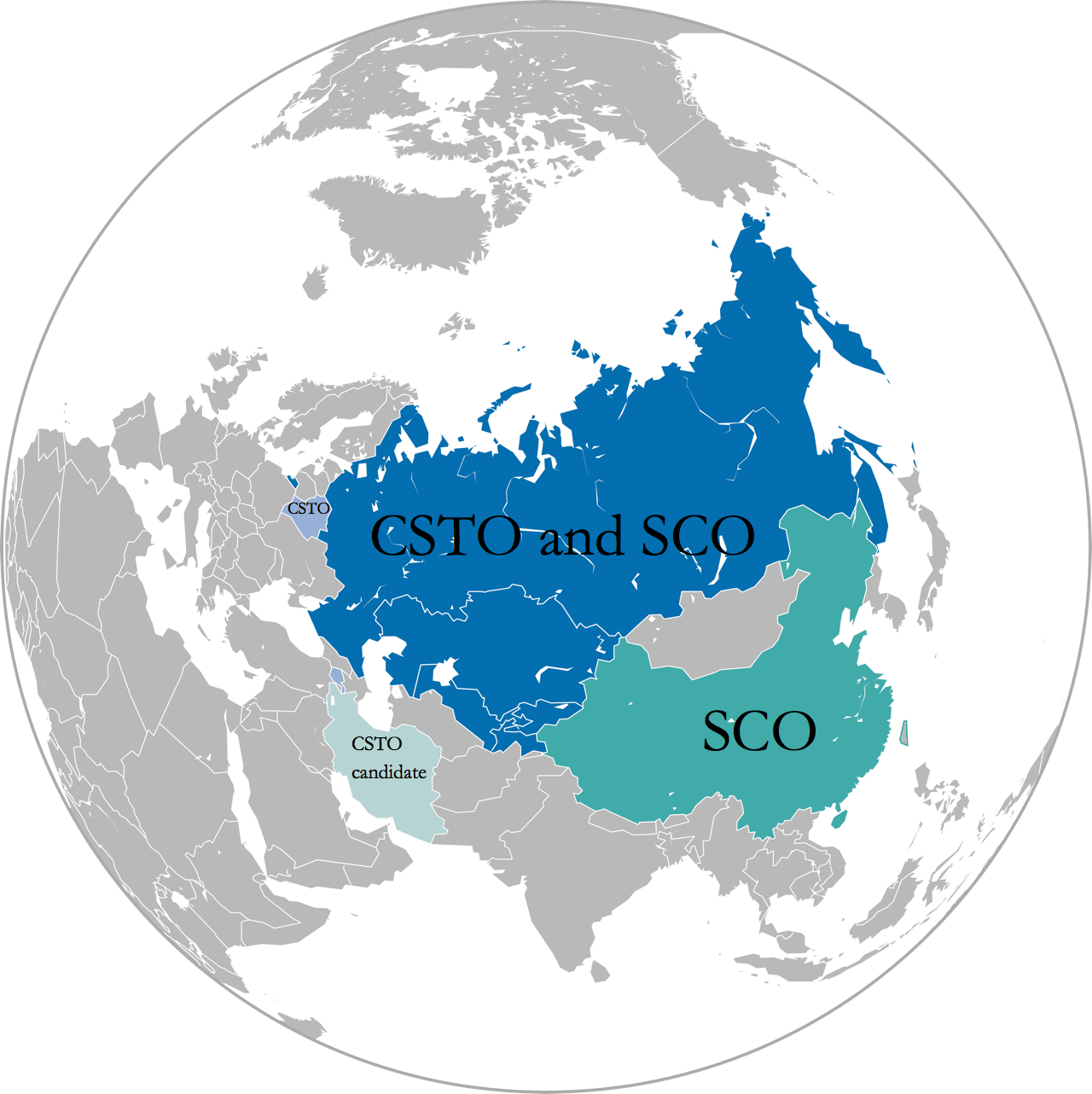
集安组织和上合组织成员国

2013年烏克蘭危機爆发后，俄罗斯在2014年出兵克里米亚，并成功“吞并”，导致俄罗斯与西方国家的关系迅速恶化。西方国家随后对俄罗斯实行新的制裁，取消了与俄罗斯油气公司的各项合作。但与此同时，中国却向俄罗斯提供了多个经济、军事和基础设施合作项目，减轻了俄罗斯的压力。
中俄目前并非盟友关系，尤其是在克里米亚问题上，出于对台湾问题的考量，中国表示支持乌克兰的领土完整，至今中国地图出版社和自然资源部的世界地图上都将克里米亚划为乌克兰领土。但在2019年后，两国关系已经发展成为事实上的准盟友关系，并为日后可能发生的第二次冷战结盟打下了一定的基础。

### 中國與亞歐、印太地區國家的關係

#### 中英關係
近年隨着中國經濟崛起，英日益深化对华合作，双方在政治、經濟等领域的磋商与对话加强，两国高层亦保持互訪。然而，自中國政府因应2019年爆发反對逃犯條例修訂草案運動，於2020年6月30日通過《港區国安法》以來，兩國關係开始惡化。2021年7月15日，英国下议院因新疆再教育營的问题，通过了一项外交抵制北京冬奥会的动议，建議英国政府及其代表拒绝参加北京冬奥会。英国下议院认为，除非中华人民共和国政府结束在新疆的暴行，解除对英国议员、公民和实体的制裁，否則2022年冬奥会不应在一个被指控犯有大规模暴行的国家举办。

#### 中欧关系
中国与欧盟之间维持稳定的合作关系。从2007年起，双方开始谈判提升关系到新的合作伙伴层面，目前已经有20多个项目的谈话和协定签署，涉及环保、教育等领域。在“一带一路”倡议中，中国视欧盟为一带一路的终端节点，同时欧盟亦视中国为重要的贸易伙伴和国际秩序的维护者，因而双方皆相当重视。中国与欧盟的主要国家，如法国和德国，都维持有较高层次的战略伙伴关系。但雙方在人權、價值觀及意識形態上的衝突始終存在。在2019年中香港反修例运动、2020年春2019冠状病毒病疫情的爆發以及港版國安法實行後，兩邊關係逐漸緊張。2020年8月31日和9月1日，中國外交部長王毅在出訪德國期間批評捷克參議院議長維特齊訪台，威脅要讓捷克「付出沉重代價」。這番言論招致歐盟各國批評，使中歐關係進一步惡化。
2021年3月22日，歐盟各國外長就新疆再教育營問題，批准對四名中国官员和一个实体進行制裁。随后，中国提出對等反制措施，宣布制裁歐洲多國議員與學者，以示报复。由於不滿被反制裁，歐洲議會随后臨時取消了一個有關中歐投資協定的審議會。路透社認為，中歐雙方互相施加制裁后，協定命運堪憂。中国驻欧盟使团团长张明大使表示，“若有人执意要搞对抗，责任所在，不敢有负国民，别无选择，惟有奉陪。”根据法国国际广播电台报道称，有不具名的分析人士認為，“北京罕見地強硬做法，等於是搬石頭砸自己的腳”。据Politico，部分被制裁的欧洲议员“威胁阻止协议的批准”，并称，“中国针对欧洲议会、欧洲理事会政治与安全委员会以及欧洲智库人员的行为将严重阻碍欧洲议会对该协议的批准”。2021年4月29日，據南華早報報導，《中歐全面投資協定》因不獲歐洲議會主要政黨支持而暫時擱淺。
2021年5月4日，歐盟執行委員會副主席兼貿易專員瓦尔迪斯·东布罗夫斯基斯對法新社表示“鉴于目前欧盟对中国实施制裁而中国实施反制裁包括针对欧洲议会成员的反制裁，这样的环境不利于批准协定”，雙方外交關係惡化，“我們目前在某種意義上已中止歐盟執委會的政治接觸活動”。东布罗夫斯基斯這一言論被外界解讀為歐盟執委會實際上「已中止」推動歐中投資協定。但欧盟发言人否认了这一说法，称媒体报道东布罗夫斯基斯的表述時剥离了其具体语境。
2021年5月20日，欧洲议会以599票赞成、30票反对、58票弃权，通过冻结《中欧全面投资协定》批准程序，直到中国取消对欧盟政治人物的制裁为止。欧盟委员会副主席瓦尔迪斯·东布罗夫斯基斯回应欧洲议会的批评時表示：「中国的制裁并未为达成协议创造有利的环境」，同时立法会也提出，除了要求取消制裁之外，欧盟在决定批准数十亿美元的交易时，将考虑中国的人权状况。這項決議案不具有法律約束力，但目前是歐洲議會的官方立場。
2021年7月8日，欧洲议会通过一項抵制北京冬奥会的动议。欧洲议会認為，除非香港、新疆、西藏、内蒙古以及中国其他地区人权得到改善，否則欧盟以及成员国领导人不要出席2022北京冬奥会。

#### 中澳關係
中國和澳洲都是亞太經合組織和二十國集團的成員國，貿易關係非常密切，中國是澳洲最大的貿易夥伴，澳洲則是中國第八大貿易夥伴。在2017年之前，兩國政府的高層經常互訪。之後，澳洲政府反對中國在南海爭議、新疆人權問題等方面的作為，並憂慮中國借助代理人和基建項目擴大在澳洲等大洋洲國家的影響力，因此推出多項法案和措施進行遏止，又提出對2019冠狀病毒病疫情展開獨立國際調查，中方批評澳方固守冷戰思維和偏見，視中國為威脅，因此進行各種毒害雙邊關係的行徑，兩國關係自此陷入低谷。直到2022年大选后工党重新执政，在经济关系上有所缓和。

#### 中印关系
中印两国都是发展中国家，人口數位列世界前二，建交七十年来，两国关系的发展伴随着冲突与合作，主要受三大因素不断干扰，即历史情结、地缘竞夺及大国博弈。由于中印两国有着近2000公里的漫长边界和总面积超过12万平方公里领土纠纷，因此两国1962年爆发了中印边境战争。战争结束后，两国关系严重倒退。因当时中苏交恶，导致当时的苏联与印度结盟，因此两国关系持续冷淡。直到1976年，两国恢复互派大使。2003年6月，当时的印度总理瓦杰帕伊对中国进行正式访问，双方签署《中印关系原则和全面合作宣言》，确认发展长期建设性合作伙伴关系。
2021年前，中国曾经是印度第一大贸易伙伴，而印度是中国在南亚地区的最大贸易伙伴。1993年起，两国签署多个协定以维护地区和平，但仍不时在中印边界地区爆发对峙、冲突，如2013年斗拉特别奥里地事件、2017年的洞朗冲突事件和2020年中印邊境衝突。

#### 中日关系
中国与日本之间的关系起伏不定，呈现“剪不断，理还乱”的情形。
在昭和末平成初（1989年至1995年）和平成末令和初（2018年至今）中日关系都相对较好，而小泉纯一郎六次参拜靖国神社以及2012年的日本单方面国有化钓鱼岛都曾使得中日关系变得冷淡。但中日双方都有意改善双边关系，如在2020年因应东京奥运会，时任日本首相安倍晋三打算在4月份邀请习近平以國賓的身份访问日本。但却因为2019冠状病毒病疫情以及港版國安法問題而遭到延后。2020年8月28日，安倍晉三宣布因健康原因辭去日本首相职务，导致习近平延后访日的行程增加了不确定性。

#### 中国与朝鲜半岛的关系
1992年8月24日，中韩正式建交。建交后两国关系即进入蜜月期。1992年9月27日，时任韩国总统卢泰愚在两国建交仅1个月後，便率庞大访华团出访中华人民共和国，会见了中共中央总书记江泽民、中国国家主席杨尚昆、中国国务院总理李鹏等领导人。双方在北京发表了《中韩新闻公报》，并签署了《中韩贸易协定》、《中韩投资保护协定》、《中韩关于设立经济、贸易、技术联合委员会协定》、《中韩科学技术协定》。自建交以来，韩中关系不断提高，双方高层互访频繁，经贸、文化、人员往来迅猛发展。1997年12月，金大中总统访华期间，两国关系提升为“面向21世纪的合作伙伴关系”。2003年，又被提升为“面向21世纪的全面合作伙伴关系”。2008年5月，时任韩国总统李明博访华时，两国关系被再次升級为“中韩战略合作伙伴关系”。2013年6月，朴槿惠总统对中国进行国事访问，与中方的习近平、李克强和张德江分别会见，双方发表《中韩面向未来联合声明》，中韓關係急劇升溫。直到韓國決定部署薩德導彈防禦系統，兩國開始有交惡跡象。2017年时任韩国总统文在寅访问中国以后，两国关系曾趋于缓和。但2022年尹锡悦新任韩国总统后，采取亲美联日政策，包括重新推进薩德系统部署等，导致中韩关系再次紧张。
中国也跟朝鲜持续的保持友好的关系。中華人民共和國外交部曾经形容中朝「保持传统友好合作关系」。中國是朝鮮最大的貿易夥伴。自2000年代末期以來，朝鲜在經濟、貿易方面越來越依賴中國，并持续至今。不过在朝鲜核问题上，自1990年代起，中國開始關注朝鮮的核計劃，反對朝鮮進行核試驗，並贊成聯合國安理会推行多項制裁朝鮮的決議。但中国在安理会决议案通过后会为朝鲜经济“开后门”。中国这么做的原因，一方面是为了防止自朝鲜战争后，在三八线以南的驻韩美军因可能的朝鲜政权垮台而推进至中朝边界，另一方面是让中国对朝韩关系上保持绝对的影响力。不过也因为安理会的制裁问题，中朝关系在2017年趋于紧张。但自2018年起，中共中央總書記、中華人民共和國主席習近平和朝鮮最高領導人金正恩已經舉行了5次會談，中朝雙方也恢復了頻繁的高層互訪，兩國關係出現緩和的跡象。

#### 中國與東盟的关系
中國與東南亞各国有極為密切的政治、經濟往來。加之东南亚大部分的国家都加入了东盟，因此双边的政经往来极为密切。在政治上，东盟每年都會舉辦东盟十加三会谈。在经济上，于2010年1月1日全面生效的中国—东盟自由贸易区内拥有19亿人口，国内生产总值近6万亿美元，贸易总额达4.5万亿美元。因此成为全球人口最多的自由贸易区，也是继欧洲联盟、北美自由贸易区之后，全球第三大的自由贸易区。2022年1月1日，《区域全面经济伙伴关系协定》正式生效，成为世界上最大的自由贸易协议。如果加上该协议，那么两个协议加起来的总体贸易额会超过欧洲联盟，成为世界上第一大的自由贸易区。另外伴随着中国大陆的一带一路战略政策，中国大举投资东南亚国家，这其中以马来西亚，柬埔寨，新加坡，泰国，越南等国的投资居多。而东南亚国家几乎全部加入了以中国为主导的亚投行，使得双边不论是在政治或者是经济上，都有密切的往来。但是，中国与部分靠近南海的东南亚国家有着主权争议，虽然双方都签署了南海各方行为宣言，但对主权争议的解决影响不大。

### 美国与印太地区盟友和伙伴的关系
美国在印度洋-太平洋地区的军事盟友包括与日本、韩国、菲律宾和澳大利亚的军事联盟，而且自冷战结束以来，美国和印度的战略伙伴关系持续升级。目前美国和其战略伙伴积极参与四方安全对话、AUKUS等多边组织，并与东盟成员国合作以维护地区稳定。
1949年，中華民國政府遷台，實際控制台澎金馬地區，並獲得美國支持多次擊退解放軍，反對及打擊共產或社會主義，维持台澎金马地区实质控制至今。迄今美方仍固定向中華民國出售防衛性武器。同时也通过《台湾关系法》维持双方关係。

### 朝鲜半岛双边及以外关系
1950年，朝鲜战争爆发，直到1953年，中华人民共和国、朝鲜和美国（联合国军）三方于板门店签署了《朝鲜停战协定》而结束。而朝鲜半岛也随着这个协定正式分裂成朝鲜和韩国两个国家，并且双方至今仍在“三八线”对峙。
20世纪90年代，韩朝双方开始频繁的接触与对话。1998年金大中就任大韓民國總統後，对朝推行“阳光政策”，韩朝关系出现突破。金大中与朝鲜劳动党总书记金正日，2000年6月在平壤举行了历史性的首次朝韩首脑会晤，并联合发表自主解决国家统一，加强双方合作与交流的《南北共同宣言》。2003年开始的卢武铉政府在“阳光政策”基础上推出“和平繁荣政策”。卢武铉与朝鲜劳动党总书记金正日，于2007年10月举行了第二次韩朝首脑会晤，并发表《南北关系发展与和平繁荣宣言》。
2008年，韩国保守派李明博执政后，韩国调整了对朝政策。双方关系从此转冷。2017年，朴槿惠因崔顺实事件被弹劾后，新任韩国总统文在寅借举办2018年平昌冬奥会之机，与朝方改善关系，同年与朝鮮勞動黨委員長金正恩举行了3次首脑会晤，被外界视为两国关系破冰的迹象。然而到了2020年，脱北者团体向朝鲜散发反朝传单，引起朝鲜当局不悦，关闭位于開城工業地區的南北共同聯絡事務所并实施爆破，韩朝关系再次回落至冰点。2024年初，北韓正式宣布放棄兩韓統一的目標，並破壞連結兩韓的鐵公路。
日本和韓國是海上鄰國，二戰結束後都與美國結盟。儘管如此，兩國關係仍持續緊張和不友好，相互之間存在強烈的互不信任和一些历史爭端。這些爭端包括：對獨島（日本称竹島）的領土主張、日本首相參拜靖国神社、日本對朝鮮日治時期的不同看法、慰安妇问题、以及日本拒絕談判韓國要求其為虐待朝鮮而道歉或賠償的要求。日本外務省2018年的《日本外交藍皮書》刪除了前一年將韓國稱為“日本與日本共享戰略利益的最重要鄰國”的說法。2021年，韓國亦在其最新的國防白皮書中不再將日本描述為“夥伴”。這些緊張局勢使美國推動建立反對中國作為共同敵人的戰線的願望和努力變得複雜。
根據2014年BBC World Service的民意調查，仅13%的日本人對韓國的影響力持正面看法，37%的人表示負面看法，而仅15%的韓國人對日本的影響力持積極態度，79%的人表示負面看法，使韓國排在中國之後，世界上對日本負面看法第二大的國家。由於兩國關係的高度對立性，兩國被各種媒體評論家描述為處於“冷戰”狀態。

## 其他地緣政治关系

### 两岸关系
1949年，中華民國政府遷台，實際控制台澎金馬地區，並獲得美國支持多次擊退解放軍，反對及打擊共產主義或社會主義，以三民主義統一中國為當代政治目的，並以反攻大陸為首要國策，维持台澎金马地区实质控制至今，期間兩岸也發生許多戰役例如：九三砲戰、古寧頭戰役、大擔島戰役、登步島戰役、一江山島戰役、大陳島撤退、八二三砲戰、八六海戰、烏坵海戰、東引海戰等，但1987年台湾開放兩岸探親後，两岸关系一度緩和，两岸官方、民間交流逐漸恢復。解嚴以后台灣本土化運動的兴起，而統獨問題使得两岸关系逐渐成为两岸政府和民众之间的重大敏感议题。进入21世纪后，海峽兩岸的经贸活動已相當緊密，並擁有一定程度的物資及人員流通自由。2008年中國國民黨籍的馬英九就任總統後，兩岸恢復官方交流。2015年11月7日，两岸领导人馬英九及習近平在新加坡會面，作為兩岸關係的重大進展。2016年民主進步黨籍的蔡英文就任總統後，表示不接受九二共識，中華人民共和國方面即宣布兩岸官方交流中斷。2016年以來，中国人民解放军軍機經常繞台灣島飛行，中華民國大陸委員會稱此舉是針對臺灣的施壓與騷擾，尤其是2019年解放軍軍機越過臺灣海峽中線事件，令兩岸關係持續緊張。
當前，海峽兩岸的關係不僅關乎雙方利益，还牽涉到亞太區域的情勢，乃至中美兩大世界強權的戰略布局以及全球安全，成為全球瞩目的焦點之一。同時，由於兩岸長期分裂，致使雙方體制及價值觀的歧異，臺灣興起的臺灣主體意識亦與中國大陆主流的中國統一意識形成碰撞，使得海峽兩岸關係愈加複雜。此外，一部將會在2025年播出的台灣電視劇零日攻擊 (電視劇)預計將令民眾對台海戰爭的發生一話題的看法產生重要影響。

### 中國大陸與香港關係
1997年7月1日，隨著香港回歸中國，港英政府結束了153年對香港的統治。兩地雖分治多年，存在長期的價值觀及制度差異，但基於一國兩制，移交初期中國大陸與香港關係沒有太大問題。然而進入2010年代後，雙方的實質矛盾逐漸出現，經歷2014年的雨傘革命，香港本土意識抬頭，最终在2019年的反修例運動達到最高峰，导致中国中央政府随后制定并颁布了《中華人民共和國香港特別行政區維護國家安全法》，并在2020年6月30日正式生效。英国广播公司发文称，在2020年6月30日香港国安法正式生效实施后，有观点认为中华人民共和国政府对香港承诺的一国两制的方针名存实亡；也有观点认为，一国两制方针不但没有改变，甚至到2047年后也不用改变。

### 书目
- Monaghan, Andrew. A'New Cold War'?: Abusing History, Misunderstanding Russia （页面存档备份，存于）. London: Chatham House, 2015. ISBN 9781784130596
- Smith, Nicholas Ross. A New Cold War?: Assessing the Current US-Russia Relationship （页面存档备份，存于）. Springer, 2019. ISBN 9783030206758
- Woodward, Jude. The US Vs China: Asia's New Cold War?. Manchester University Press, 2017. ISBN 9781526116567